# 饶孜
饶孜（？—？），尊称饶孜阿吉，维吾尔族，新疆喀什人，中华民国新疆省官员、富商。

## 生平
饶孜阿吉是喀什的维吾尔富商，不识字，对杨增新很忠实，在维吾尔族大地主、大商人阶级中有一些声望。思想上略有改良主义倾向。杨增新想通过他来羁縻维吾尔族上层人士，任命他担任新疆省议会副议长。新疆省议会议长安允昇病逝后，由副议长饶孜阿吉暂代议长职，此后杨增新调李溶任议长。
1921年，富商饶孜阿吉在迪化南关“艾合塔日亚学校”设立维吾尔语、算术、史地、理化、俄语等等课程。
1928年7月7日，新疆交涉署长兼军务厅长樊耀南发动新疆七七政变，新疆省政府主席杨增新在出席新疆俄文法政专门学校毕业典礼时遇刺身亡。当天樊耀南被金树仁处决。7月9日，金树仁召见新疆省议会议长饶孜阿吉及地方官员，介绍事变经过。金树仁旋即接到南京国民政府行政院复电，金树仁遂与新疆省政府各厅署长及张培元、黎海如等人决定先行就职。1928年7月16日，金树仁迁入新疆省政府办公，新疆省政府各委、厅、南北疆将领、各族王公，纷纷致电拥护。1928年8月26日，南京国民政府以平乱有功，任命金树仁为新疆省政府主席兼新疆总司令，并颁发新疆省政府组织法。
1931年，马仲英退入玉门关后，和加尼牙孜曾经应新疆省政府代表饶孜阿吉等人的邀请，到哈密城内同哈密当局和谈。但看到哈密残破的情形，和加尼牙孜不禁说道：“哈密人的生命财产都完了，还谈什么和不和的问题呢！”于是他又离开哈密城，返回山里。
1933年5月下旬，马仲英攻入奇台县。1933年6月初，前锋越过孚远县（今吉木萨尔县），驻孚远团长马寿福（他早年曾说降铁木耳）举城投降，趋向阜康县。盛世才的新疆省政府迅速派兵进攻奇台县，此即“奇台战役”。马仲英在滋泥泉战败后迅速撤离奇台县，这是因为他担心和加尼牙孜抄他后路。当时和加尼牙孜已经同盛世才的新疆省政府互派代表商讨共同对付马仲英。盛世才派到和加尼牙孜处的代表有饶孜阿吉、那斯尔拜克。他们成功说服和加尼牙孜同盛世才合作。